# ترفندها (فیلم ۲۰۰۷)
ترفندها (لهستانی: Sztuczki) فیلمی لهستانی به کارگردانی آندرژی یاکیموفسکی است که در سال ۲۰۰۷ منتشر شد.

## گزیدهٔ بازیگران
- توماش ساپریک
- یوآنا لیشوفسکا
- مارژنا کیپیل-شتوکا
- کاتاژینا کووِچک